# Juan Manuel Carsy

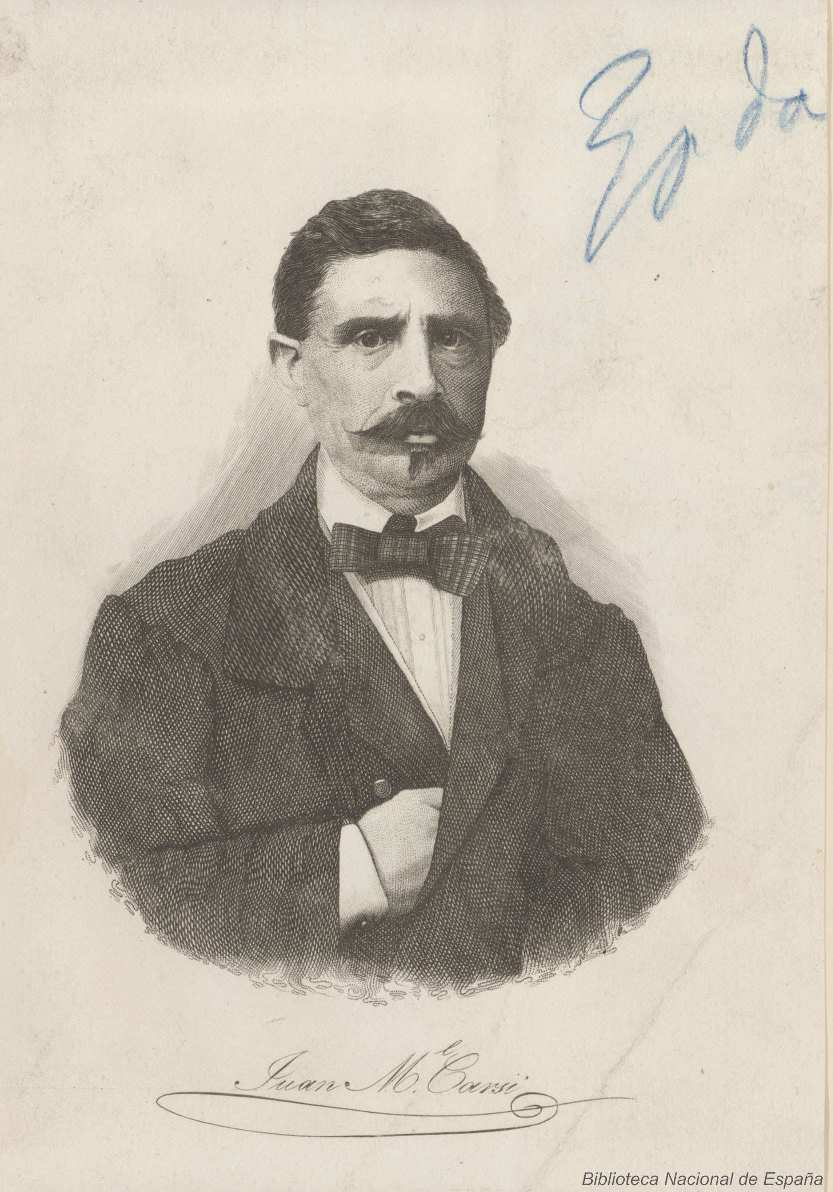
Juan Manuel Carsí en un grabado anónimo. Biblioteca Nacional de España.

Juan Manuel Carsy o Carsi (Valencia, 18 de diciembre de 1808-8 de enero de 1857), militar y redactor de El Republicano, presidió la junta revolucionaria formada en Barcelona en noviembre de 1842 contra la regencia de Espartero.

## Biografía
Incorporado al ejército en diciembre de 1837 en el batallón franco de Tiradores de la Patria, en clase de subteniente, en mayo de 1838 se encontró en la acción de Santa Cruz del Retamar, en la que fue recomendado por su buen comportamiento. Ascendió a teniente el 1 de septiembre de 1838 y en octubre pasó con rango de subteniente al batallón de Granaderos del General, de reserva en Andalucía. En abril de 1839 participó en el frustrado intento de tomar el castillo de Segura y en el levantamiento del sitio de Montalbán. Mandando el destacamento de Villafeliche, compuesto por veinte hombres, en junio de 1839 contuvo un ataque de cincuenta carlistas a caballo, mereciendo la felicitación del general en jefe del ejército del centro y la cruz de San Fernando de 1.ª clase. En enero siguiente, encontrándose con su batallón en Segorbe, obtuvo licencia de un mes para pasar a Valencia por asuntos propios, pero finalizado el permiso no se reincorporó a su unidad, que se movía entre el Tajo y el Júcar combatiendo a las unidades carlistas de Cabrera. En mayo se encontraba en Madrid tramitando, fuera de los cauces reglamentarios, la licencia absoluta y en diciembre se le autorizó a permanecer en Valencia para esperar allí la resolución de la licencia solicitada, contra el criterio de su superior inmediato, que lo tenía por merecedor de un castigo como desertor consumado. La baja le llegó en mayo de 1841.
Un año más tarde, según él mismo declara, en mayo fue cesado por Real orden del puesto que ocupaba en la oficina de amortización de Pamplona, lo que de acuerdo con su explicación se debía a haber sido redactor de la hoja independiente que allí se publicaba —anarquista, según Pirala—, y en junio habría sufrido un intento de asesinato al salir del teatro, del que consiguió librarse acelerando el paso para escapar «de los pérfidos asesinos que sin descanso me perseguían». 
El 1 de octubre de 1842, fecha en que apareció en Barcelona El Republicano, portavoz de las proclamas incendiarias del alcalde de Figueras Abdón Terradas, Carsy figuraba como su director, manteniéndose al frente de la publicación editada con una periodicidad de tres días a la semana hasta la aparición del número 16.

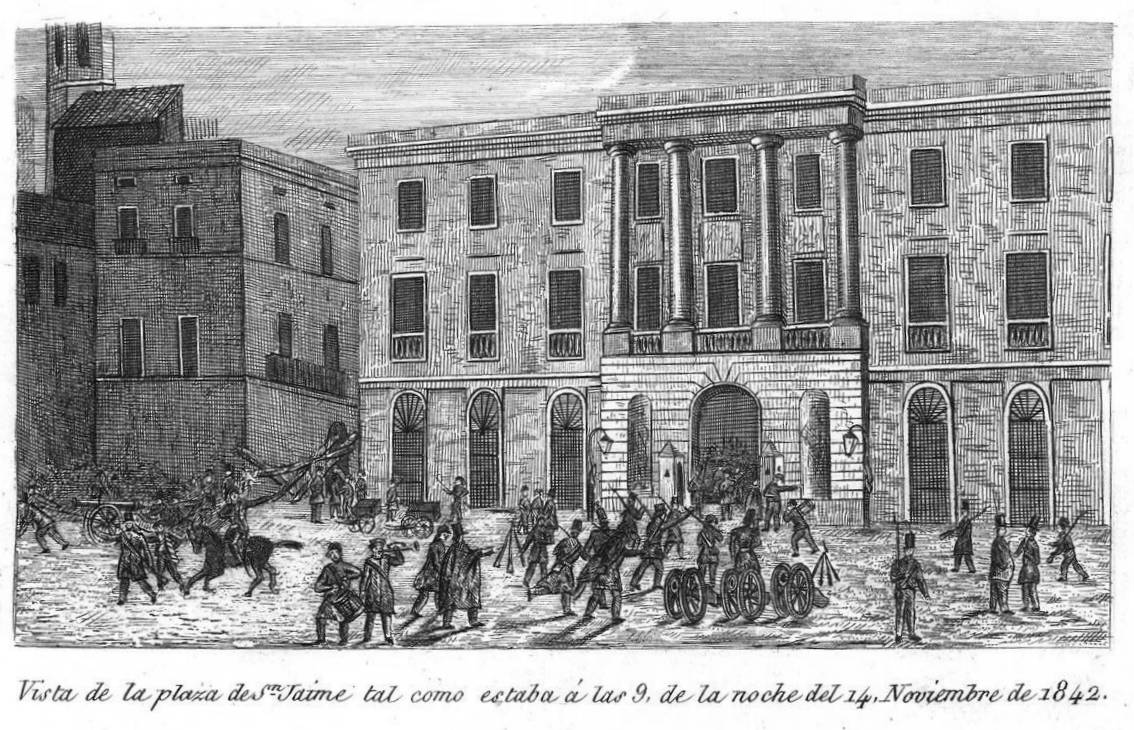
«Vista de la plaza de San Jaime tal como estaba a las 9 de la noche del 14 de noviembre de 1842». Ilustración de La revolución y bombardeo de Barcelona en 1842, escrita por un sargento primero, que era en aquella época, del batallón de artillería de la milicia nacional de esta ciudad, Barcelona, 1843.

Su salida del periódico, según Pirala, con manifiesta antipatía por el personaje, se habría producido solo tres días antes de iniciarse el motín en Barcelona porque sus compañeros de redacción, descerrajando el cajón de su mesa, encontraron correspondencia de Madrid que les convenció «del doble papel que representaba a su lado aquel advenedizo».
El 15 de noviembre de 1842, al precipitarse la insurrección que concluyó con el bombardeo de la ciudad por orden del capitán general, Antonio Van Halen, firmó una proclama llamando a la milicia nacional a la formación de una junta provisional de la que un día después figuraba como presidente. Le acompañaban en ella, según Bermejo, «un confitero, un chocolatero, un latonero, un fabricante de fósforos y un carpintero». El 17, transformada la junta provisional en junta central de gobierno, emitió un manifiesto en el que se fijaban como objetivos la «unión y puro españolismo entre todos los catalanes libres», la «independencia de Cataluña, con respecto a la corte, hasta que se restablezca un gobierno justo» y la protección de la industria española, el comercio, la agricultura y las clases laboriosas y productivas. El 27 se creó una nueva junta —a la que no se presentaron muchos de los nombrados, huidos o escondidos— compuesta por miembros de algunas de las más distinguidas familias de la burguesía barcelonesa con Laureano Figuerola de secretario. Carsy, que el 28 volvía a figurar como presidente, presentó  ante ella su dimisión como vocal el 30 de noviembre, aunque con anterioridad, depuesto al parecer por la nueva junta que aspiraba a pactar con Van Halen, había pedido ya asilo en el Meleagre, buque francés anclado en el puerto de Barcelona.
Benito Pérez Galdós, aunque lo hace en la pluma del ayacucho Fernando Calpena, lo presenta como agente de la exregente María Cristina de Borbón y de su esposo, el duque de Riánsares, contando con el patrocinio y beneplácito de Luis Felipe I de Francia:

¿Qué idea ha formado usted del que en las primeras horas del día 15 se constituyó en cabeza de motín, y fue por tantos infelices aclamado y obedecido? Juan Manuel Carsy, el alma de esta trapisonda, es un valenciano que hace poco vino aquí; comerciaba sin dinero ni mercancías, y se metió a periodista sin saber escribir. Ni posee el don de elocuencia para fascinar a las muchedumbres, ni la prodigiosa facultad del mando para conducirlas al combate. Es hombre vulgarísimo; y reconociéndolo así toda Barcelona, nadie se detiene a pensar en el enigma de su rápido encumbramiento. [...] Me consta que desde el 14 disponía ese oscuro y ridículo Carsy de grandes sumas de moneda corriente, en plata y oro, las cuales no debió ganar en el comercio ni en el periodismo... Y pregunto yo: ¿De dónde ha salido este dinero?... [...] Ya le oigo a usted contestarme que el unto con que Carsy ha engrasado esta máquina es el oro inglés; yo lo niego, porque el oro inglés, móvil y nervio de la cuestión algodonera, no había de ser derramado en obsequio de la misma industria que el Gobierno británico pretende arruinar. Descartada esta versión absurda, dígame usted: lo que ha brillado en las manos puercas de este Carsy, ¿sería oro republicano? ¡Ay, don Serafín de mis pecados! los sacerdotes de esta sonrosada religión que todavía no ha salido de las catacumbas de la inocencia, son pobres de solemnidad, y no acuñan otra moneda que la de sus generosas ilusiones. Convenzámonos de que el oro no era inglés ni republicano. Basta con lo dicho para que usted comprenda de qué arcas procedía, y si me lo niega, no tendría yo inconveniente en demostrárselo, sin otro argumento que el sencillísimo cui prodest.
¿Quién va ganando en este revuelto río más que su ídolo de usted, la Gobernadora cesante, no resignada con su papel de Majestad proscripta, harta de honores y riquezas?
[...] Para ilustrar el criterio de usted, le mando dos fajos de periódicos de aquí. El uno es El Republicano, órgano de la gente más levantisca; el otro es El Papagayo, voz de los señores moderados, de los que se tienen por la viva encarnación del orden y de la justicia. [...] Notará que en el fondo tienen tal semejanza y parentesco, que bien se puede asegurar que en el engendro de una y otra hay confusión de padres. Tanto la señora República como la señora Papagaya son un poquito y un muchito adúlteras, y cada una de ellas se deja enamorar del marido de la otra. [...] Mándole también un número del Journal des Débats, llegado ayer aquí, para que en cuatro líneas de él oiga respirar al Gobierno de Luis Felipe, que no se cuida de disimular el júbilo que le causan los disturbios de esta ciudad. «Si el Regente —dice— reprime el movimiento de Barcelona, se acabó su popularidad; si no lo reprime, se acabó su poder.» ¿Verdad que al pie de esta congratulación, de esta seguridad del éxito, se ve la elegante firma: Yo, la Reina?
Benito Pérez Galdós, Los Ayacuchos, cap. XXVI.

El 28 de diciembre se encontraba en Marsella donde firmó y dio a luz un manifiesto en su defensa y en la del cónsul francés Ferdinand de Lesseps, atacados por la prensa inglesa y en especial por el Morning Chronicle, que lo acusaba de manejar una renta de cien mil francos y de haber gozado del apoyo de Francia. Volvió a España por Perpiñán en junio de 1843 al frente de 1000 emigrados, «auxiliado con los dineros que le facilitó el mismo agente de Cristina que había querido ganar a Terradas meses antes», para participar en la insurrección que puso fin a la regencia de Espartero, y por los méritos contraídos en el alzamiento se le concedió el grado de primer comandante con destino en el cuerpo de carabineros de Valencia. Participó en enero de 1844 en un nuevo alzamiento en Alicante, contra el giro moderado del gobierno, y hubo de volver a exiliarse. Acogido a una amnistía pudo reingresar en el cuerpo de carabineros, con antigüedad de julio de 1847, figurando en 1854 como teniente coronel del mismo cuerpo con destino en Huelva.